# 拉翁莱塔普站
拉翁莱塔普站是法国的一个铁路车站，位于法国东北部城市拉翁莱塔普。

## 位置
拉翁莱塔普站位于拉翁莱塔普市区的西南部，默尔特河左岸，吕内维尔—圣迪耶铁路418.729公里处。车站大致呈西北-东南走向，开口朝东北，面向拉翁莱塔普市区。

## 历史
拉翁莱塔普站建成于1864年5月17日，最初为吕内维尔－拉翁莱塔普的终点站，同年11月15日延伸至圣迪耶。
途径拉翁莱塔普站的吕内维尔—圣迪耶铁路于2005年完成电气化改造，并于2007年起开行往返于圣迪耶和巴黎的TGV列车，但均不停靠拉翁莱塔普站。

## 设施
拉翁莱塔普站设有人工售票窗口，其开放时间为每周三至周六的9:00~12:30。拉翁莱塔普站站内另设有自动售票机等设施。
拉翁莱塔普站没有人行天桥或地下通道，前往上行方向站台的乘客需横穿铁路正线，因此该站存在一定的安全隐患。

## 停靠线路
以下列车线路在拉翁莱塔普站停靠：
| 拉翁莱塔普站列车线路表 |      |                            |                     |              |
| 线路                   | 车种 | 上一站                     | 下一站              | 大致运行频率 |
| 南锡—圣迪耶            | TER  | 巴卡拉/贝尔特里尚/蒂亚维尔 | 埃蒂瓦勒-克莱尔方丹 | 每天10趟左右 |
| 吕内维尔—圣迪耶        | TER  | 巴卡拉/蒂亚维尔            | 埃蒂瓦勒-克莱尔方丹 | 每天1趟      |
| 1. 2.                  |      |                            |                     |              |

## 配套交通

### 长途客车
| 停靠拉翁莱塔普站的大巴车 |                     |                                                                                          |
| 上下车地点               | 运营单位            | 主要线路及目的地                                                                         |
| 拉翁莱塔普站门口         | 孚日省城际客运 Livo | - 7号线：让梅尼勒、朗贝维莱、艾杜瓦勒、埃皮纳勒 - 23号线：普莱讷河畔塞勒、普莱讷河畔拉翁 |
| 拉翁莱塔普站门口         | 拉翁莱塔普政府      | - Plaine Mobile：普莱讷河畔塞勒、普莱讷河畔拉翁                                          |
| 拉翁莱塔普站门口         | SNCF Car TER        | - 当某条铁路线施工或罢工时，SNCF可能也会提供途径该线路沿途站点的大巴车                   |
| 1. 2. 3. 4. 5.           |                     |                                                                                          |

### 市内交通
拉翁莱塔普站附近暂无固定的市内公共交通线路。

### 社会车辆
拉翁莱塔普站门口设有社会车辆停车场。

## 临近车站
| 拉翁莱塔普站（Gare de Raon-l'Étape） |                     |                       |
| 上行车站                             | 线路                | 下行车站              |
| 蒂亚维尔站                           | 吕内维尔—圣迪耶铁路 | 埃蒂瓦勒-克莱尔方丹站 |
| - 本表仅显示运营中的线路及车站       |                     |                       |